# برونو كارفاليو
برونو كارفاليو (بالبرتغالية: Bruno Segadas Vianna de Carvalho‏) (26 مارس 1974 بريو دي جانيرو في البرازيل - ) هو لاعب كرة قدم برازيلي في مركز الدفاع. شارك مع منتخب البرازيل تحت 20 سنة لكرة القدم ومنتخب البرازيل لكرة القدم. أما مع النوادي، فقد لعب مع بوتافوغو ريغاتاس وجمعية بورتوغيزا الرياضية ونادي أمريكا ونادي باهيا ونادي غاما ونادي فاسكو دا غاما ونادي فلامنغو ونادي فلومينينسي ونادي يورغوردينس ونادي كاشياس دو سول ونادي ريو كلارو فوتيبول ونادي سانتا كروز ونادي ناوتيكو ونادي ليفينغستون لكرة القدم.

## وصلات خارجية
- برونو كارفاليو على موقع الاتحاد الدولي (مؤرشف)  (الإنجليزية)
- برونو كارفاليو على موقع قاعدة بيانات كرة القدم.إي يو (الإنجليزية)
- برونو كارفاليو على موقع ناشيونال فوتبول تيمز (الإنجليزية)